# E22 (Maleisië)

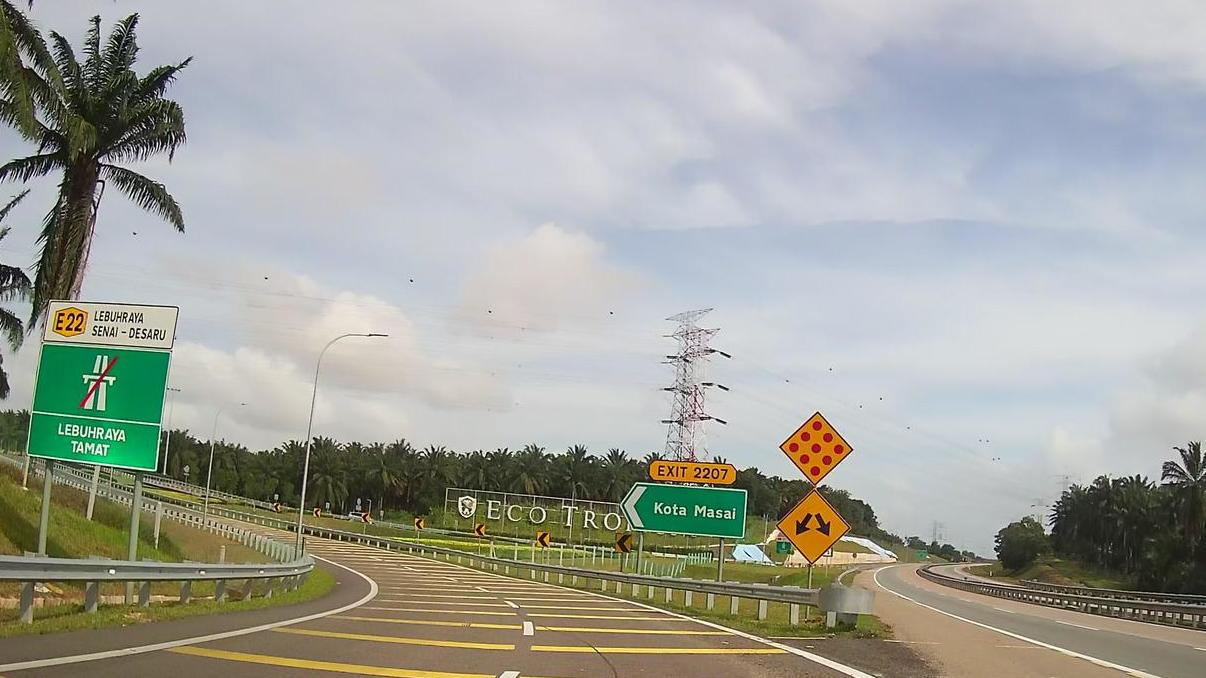
De E22

De E22 of Lebuhraya Senai–Desaru (Senai–Desaru Expressway (SDE)) is een autosnelweg in Maleisië. De snelweg is 77 kilometer lang en verbindt Senai met Desaru. De E21 werd afgewerkt in 2011.
E1 ·
E2 ·
E3 ·
E4 ·
E5 ·
E6 ·
E7 ·
E8 ·
E9 ·
E10 ·
E11 ·
E12 ·
E13 ·
E14 ·
E15 ·
E16 ·
E17 ·
E18 ·
E19 ·
E20 ·
E21 ·
E22 ·
E23 ·
E24 ·
E25 ·
E26 ·
E27 ·
E28 ·
E29 ·
E30 ·
E31 ·
E32 ·
E33 ·
E35 ·
E36 ·
E37 ·
E38 ·
E39 ·